# USS Cowpens (CVL-25)
USS Cowpens (CV-25/CVL-25/AVT-1), tên lóng The Mighty Moo, là một tàu sân bay hạng nhẹ thuộc lớp Independence của Hải quân Hoa Kỳ trong Chiến tranh Thế giới thứ hai, đã hoạt động từ năm 1943 đến năm 1947.

## Thiết kế và chế tạo
Cowpens ban đầu được đặt lườn vào ngày 17 tháng 11 năm 1941 như tàu tuần dương hạng nhẹ Huntington (CL-77) thuộc lớp Cleveland. Nó được cải biến thành một tàu sân bay đang khi chế tạo với ký hiệu CV-25, được đổi tên thành Cowpens, tên đặt theo trận Cowpens của cuộc Chiến tranh giành độc lập Hoa Kỳ; được hạ thủy vào ngày 17 tháng 1 năm 1943 bởi hãng New York Shipbuilding Corporation tại Camden, New Jersey, được đỡ đầu bởi M. H. Spruance (con gái Đô đốc William F. Halsey, Jr.) và được đưa vào hoạt động ngày 28 tháng 5 năm 1943 dưới quyền chỉ huy của Đại tá Hải quân R. P. McConnell. Nó được đổi ký hiệu thành CVL-25 vào ngày 15 tháng 7 năm 1943.

## Lịch sử hoạt động

### 1943
Rời Philadelphia ngày 29 tháng 8 năm 1943, Cowpens đến Trân Châu Cảng ngày 19 tháng 9 để bắt đầu chặng đường chiến đấu trong Thế Chiến II. Nó di chuyển cùng Lực lượng Đặc nhiệm 14 để không kích lên đảo Wake trong các ngày 5 và 6 tháng 10, rồi quay về Trân Châu Cảng nhằm chuẩn bị cho đợt không kích chuẩn bị để đổ bộ lên quần đảo Marshall. Chiếc tàu sân bay rời Trân Châu Cảng ngày  để tung ra các cuộc không kích lên các đảo san hô Mille và Makin từ ngày đến 19 đến ngày 24 tháng 11, và Kwajalein cùng Wotje vào ngày 4 tháng 12, trước khi quay về căn cứ vào ngày 9 tháng 12.

### 1944
Gia nhập Lực lượng Đặc nhiệm 58, Cowpens khởi hành từ Trân Châu Cảng ngày 16 tháng 1 năm 1944 tham gia tấn công quần đảo Marshall. Máy bay của nó đã ném bom Kwajalein và Eniwetok trong ba ngày cuối của tháng 1 chuẩn bị cho cuộc đổ bộ diễn ra vào ngày 31 tháng 1. Sử dụng Majuro làm căn cứ, lực lượng tàu sân bay nhanh tấn công Truk trong các ngày 16 và 17 tháng 2 và quần đảo Mariana trong các ngày 21 và 22 tháng 2 trước khi quay trở về Trân Châu Cảng vào ngày 4 tháng 3. Quay trở lại Majuro, Lực lượng Đặc nhiệm 58 đặt căn cứ tại đây để xuất phát các cuộc tấn công vào khu vực phía Tây quần đảo Caroline; Cowpens đã hỗ trợ trên không và tuần tra chống tàu ngầm trong các đợt không kích lên Palau, Yap, Ulithi và Woleai từ ngày 30 tháng 3 đến ngày 1 tháng 4. Sau các hoạt động ngoài khơi New Guinea trong quá trình tấn công Hollandia (nay là Jayapura) từ ngày 21 đến ngày 28 tháng 4, Cowpens tiếp tục tham gia không kích lên Truk, Satawan và Ponape từ ngày 29 tháng 4 đến ngày 1 tháng 5, rồi quay về Majuro vào ngày 14 tháng 5 để tiến hành huấn luyện.
Từ ngày 6 tháng 6 đến ngày 10 tháng 7 năm 1944, Cowpens hoạt động trong chiến dịch Mariana. Máy bay của nó đã tấn công Saipan để hỗ trợ cho lực lượng đổ bộ, và thực hiện các cuộc không kích lên Iwo Jima, đảo Pagan, Rota và Guam. Chúng cũng tham gia vào Trận chiến biển Philippine trong các ngày 19 và 20 tháng 6, góp công bắn rơi một số lớn máy bay đối phương. Sau một đợt đại tu ngắn tại Trân Châu Cảng, Cowpens quay trở lại lực lượng đặc nhiệm tàu sân bay nhanh tại Eniwetok vào ngày 17 tháng 8. Sau đó, vào ngày 29 tháng 8, nó khởi hành để thực hiện đợt không kích chuẩn bị cho cuộc đổ bộ lên Palaus, vốn là bước cần thiết trên con đường quay trở lại Philippines. Từ ngày 13 đến ngày 17 tháng 9, nó được tách khỏi lực lượng để hỗ trợ cho cuộc đổ bộ lên Morotai, rồi sau đó tái gia nhập để tiếp tục vai trò càn quét, tuần tra và không kích Luzon từ ngày 21 đến ngày 24 tháng 9. Cowpens đã cùng với đội đặc nhiệm của nó đã tung các đợt không kích nhằm vô hiệu hóa các căn cứ Nhật Bản tại Okinawa và Đài Loan từ ngày 10 đến ngày 14 tháng 10; và khi các tàu tuần dương Canberra và Houston bị trúng phải ngư lôi, Cowpens đã hỗ trợ trên không cho chúng rút lui về khu vực an toàn trước khi quay trở lại đội đặc nhiệm của nó vào ngày 20 tháng 10. 

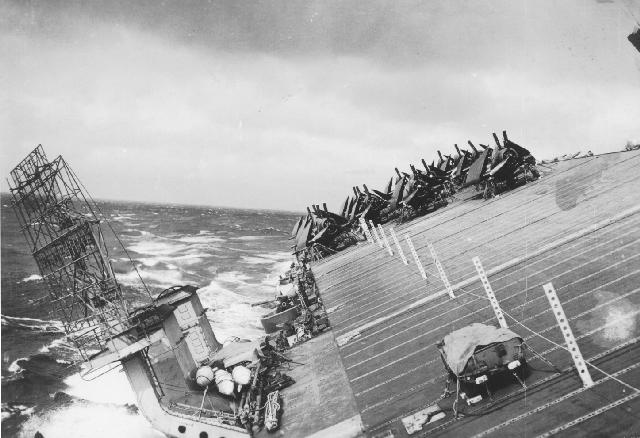
Sàn đáp chiếc Cowpens trong cơn bão Cobra năm 1944.

Trên đường quay về Ulithi, chiếc tàu sân bay được gọi quay trở lại sau khi Hạm đội Nhật Bản đe dọa cuộc đổ bộ lên Leyte, và trong giai đoạn trận chiến eo biển Surigao của cuộc Hải chiến vịnh Leyte trong các ngày 25 và 26 tháng 10, máy bay của nó đã hỗ trợ trên không cho các tàu chiến truy đuổi tàn quân của hạm đội Nhật. Tiếp tục hỗ trợ cho cuộc tiến quân tại Philippine, Cowpens' liên tục tung ra các cuộc không kích vào Luzon trong suốt tháng 12. Trong thảm họa bão Cobra ngày 18 tháng 12, chiếc tàu sân bay bị mất một người: sĩ quan không lực của con tàu Thiếu tá Robert Price, nhiều máy bay và một số thiết bị. Tuy nhiên nhờ các nỗ lực kiểm soát hư hỏng được thực hiện hiệu quả, con tàu đã tránh được các hư hại nặng, và nó quay về Ulithi an toàn vào ngày 21 tháng 12 để sửa chữa các hư hỏng do cơn bão gây ra.

### 1945
Từ ngày 30 tháng 12 năm 1944 đến ngày 26 tháng 1 năm 1945, Cowpens was at sea for the Lingayen Gulf landings. Máy bay của nó tấn công các mục tiêu tại Đài Loan, Luzon, Đông Dương và khu vực Hong Kong-Quảng Châu cũng như tại Okinawa trong tháng 1. Vào ngày 10 tháng 2, Cowpens rời Ulithi tham gia chiến dịch Iwo Jima, tấn công khu vực Tokyo nhằm hỗ trợ cho cuộc đổ bộ từ ngày 19 đến ngày 22 tháng 2, và tấn công Okinawa vào ngày 1 tháng 3.

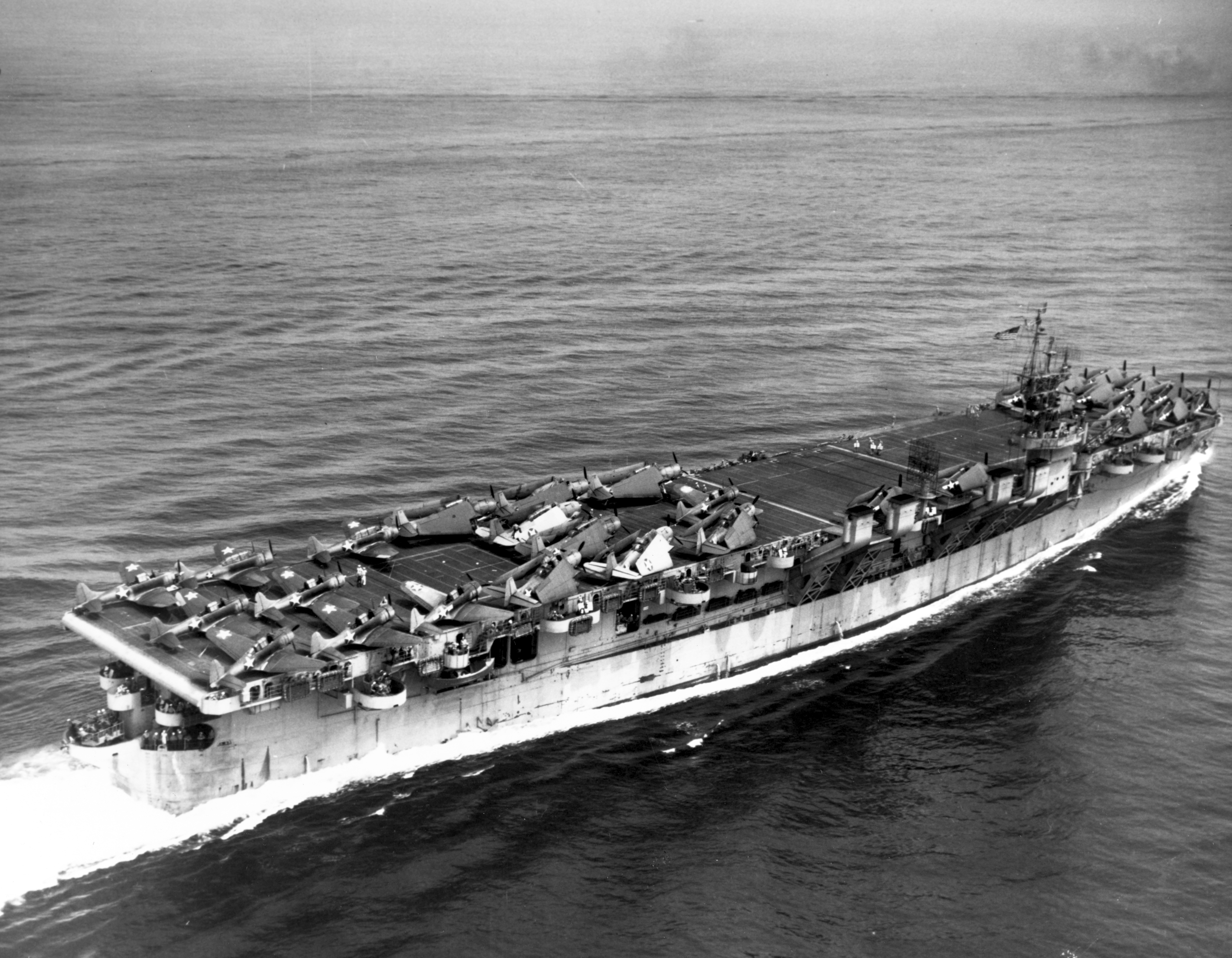
USS Cowpens trên đường đi.

Vào ngày 13 tháng 6, sau một đợt đại tu tại San Francisco và huấn luyện tại Trân Châu Cảng, Cowpens khởi hành đi vịnh San Pedro, Leyte. Trên đường đi nó tung ra đợt không kích vào đảo Wake vào ngày 20 tháng 6. Gia nhập Lực lượng Đặc nhiệm 58, Cowpens khởi hành từ vịnh San Pedro ngày 1 tháng 7 tham gia các đợt không kích cuối cùng xuống các hòn đảo chính quốc Nhật Bản. Máy bay của nó ném bom xuống Tokyo, Kure và các thành phố khác trên đảo Hokkaidō và Honshū cho đến ngày ngừng bắn 15 tháng 8. Cowpens là chiếc tàu sân bay Mỹ đầu tiên tiến vào cảng Tokyo, và ở lại đó cho đến khi cuộc đổ bộ chiếm đóng bắt đầu được thực hiện vào ngày 30 tháng 8. Cowpens thực hiện các phi vụ trinh sát hình ảnh tuần tra các sân bay và sự di chuyển của các tàu bè, cũng như phát hiện và tiếp tế cho các trại tập trung tù binh. Người của Cowpens là những người Mỹ đầu tiên đặt chân lên chính quốc Nhật Bản, và chịu trách nhiệm phần lớn trong việc khôi phục khẩn cấp sân bay Yokosuka cho Đồng Minh sử dụng cũng như việc giải phóng một trại tập trung tù binh chiến tranh gần Niigata. Từ ngày 8 tháng 11 năm 1945 đến ngày 28 tháng 1 năm 1946, chiếc tàu sân bay thực hiện hai chuyến đi đến Trân Châu Cảng, Guam và Okinawa để hồi hương các cựu chiến binh trong chiến dịch "Magic Carpet".

### Sau chiến tranh
Vào ngày 3 tháng 12 năm 1946, Cowpens được cho ngừng hoạt động và đưa về lực lượng dự bị tại đảo Mare. Vào ngày 15 tháng 5 năm 1959, nó được xếp lại lớp thành một tàu chuyên chở máy bay với ký hiệu mới AVT-1. Cuối cùng, vào ngày 1 tháng 11 năm 1959, chiếc tàu sân bay được rút khỏi danh sách Đăng bạ Hải quân và được bán để tháo dỡ.

## Phần thưởng
Ngoài danh hiệu Đơn vị Tuyên dương Hải quân, Cowpens còn được tặng thưởng 12 Ngôi sao Chiến đấu do thành tích phục vụ trong Thế Chiến II.
|  |                                                       |                           |
|  | Silver star · Silver star · Bronze star · Bronze star |                           |
|  |                                                       | Bronze star · Bronze star |

| Đơn vị Tuyên dương Hải quân             |                                                                          |                                                             |
| Huân chương Chiến dịch Hoa Kỳ           | Huân chương Chiến dịch Châu Á-Thái Bình Dương với 12 Ngôi sao Chiến trận | Huân chương Chiến thắng Thế Chiến II                        |
| Huân chương Phục vụ Chiếm đóng Hải quân | Đơn vị Tuyên dương Tổng thống Philippine                                 | Huân chương Giải phóng Philippine với 2 Ngôi sao Chiến trận |

## Kỷ niệm
Mỗi năm, thị trấn Cowpens tại Nam Carolina tổ chức một lễ hội kéo dài bốn ngày nhằm tôn vinh những cựu chiến binh của chiếc USS Cowpens. "The Mighty Moo Festival" được tổ chức lần đầu tiên vào năm 1977, với duy nhất một cựu binh là thủy thủ đoàn của CVL 25 tham dự. Từ đó, lần đông đảo nhất đã có 115 cựu binh tham gia tham gia cùng một lúc. Và cũng kể từ khi chiếc Cowpens hậu duệ (CG-63) được hạ thủy và đi vào hoạt động, lễ hội còn có sự tham gia của thành viên thủy thủ đoàn chiếc tàu khu trục đang hoạt động. Lễ hội được tổ chức từ thứ Tư đến thứ Bảy trước ngày Lễ Người Cha trong tháng 6.Trong những năm 1980, thị trấn Cowpens đã tích cực vận động tại Quốc hội để đặt tên một chiếc tàu chiến khác là Cowpens, việc này có thể đã đóng vai trò chính trong việc chọn cái tên này cho chiếc CG-63.